# Christologie

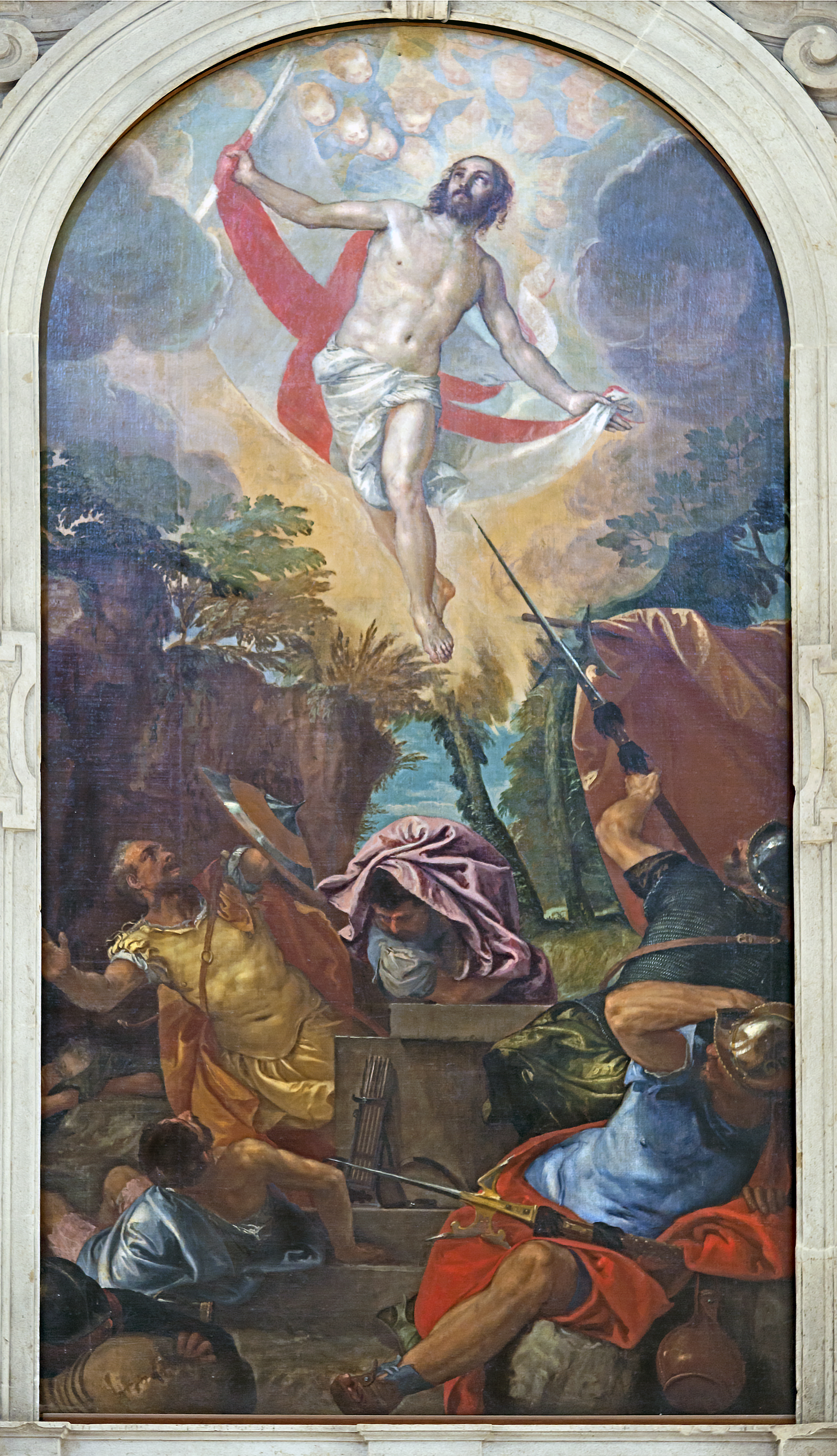
Vzkříšení Krista 1560 Veronese, Didier Descouens

Christologie (z řeckého χριστός christos pomazaný + λόγος logos slovo, řeč, nauka) je jedno z odvětví křesťanské teologie, která se zabývá osobou Ježíše Krista a jejím teologickým významem. Christologie zkoumá především vztahy božství a lidství v jeho osobě, dále pak vztah Ježíše a Boha, církve a jednotlivého křesťana.

## Charakteristika
V historii se vlivem paradigmatu své kultury tyto zkoumané vztahy interpretovaly rozličným způsobem. Církev formou koncilních setkání určovala, jaké učení je mylné, a tedy je třeba od něj upustit. Takto v dějinách vykrystalizovaly christologické bludy – tedy nesprávné výklady vztahů Ježíše Krista a Otce, popřípadě jiných (vztahů). Prvními problematickými se ukázaly vztahy k lidství a k božství, vzhledem ke kultuře, z níž vycházel věřící (interpret těchto vztahů): tedy pro Žida vyznávajícího monoteismus bylo (přinejmenším) problematické přijmout Ježíše (člověka) jako božího syna. Naopak pro Řeka vyznávajícího dualismus – dokonalost boha v oddělenosti od světa (zla a nedokonalosti) – bylo problematické přijmout Ježíše (Božího syna) jako člověka (lidství).

## Nejznámější Christologickéhereze
- Ariánství
- Doketismus
- Gnosticismus
- Modalismus
- Monofyzitismus
- Patripasianismus
- Subordinacionismus - také Arianismus
- Adopcianismus - Pavel ze Samosaty, Ebionité
- Apollinarismus

## Koncily zabývající se Christologickými otázkami
- První nikajský koncil - odmítnutí arianismu
- První konstantinopolský koncil
- Efezský koncil
- Chalkedonský koncil